# Арн (река)
Арн (фр. Arn) је река у Француској. Дуга је 56 km. Улива се у Торе. 